# Бабенко, Константин Иванович
Константи́н Ива́нович Бабе́нко (21 июля 1919, Брянский рудник, ныне Луганская область — 10 июня 1987, Москва) — советский математик и механик, член-корреспондент АН СССР (1976); доктор физико-математических наук (1952), профессор (1958). Лауреат Государственной премии СССР.
Основные труды по теории функций, функциональному анализу, дифференциальным уравнениям в частных производных, приближённым и численным методам, теории функций многих комплексных переменных, сходимости и суммируемости разложений по собственным функциям в задачах математической физики.

## Биография
Член ВКП(б) с 1945 (по другим источникам с 1946) года. Окончил Харьковский университет (1941), Военно-воздушную инженерную академию им. Н. Е. Жуковского (1945).
Участник Великой Отечественной войны.
Кандидат технических наук (1948), тема диссертации «Определение сил и моментов, действующих на колеблющееся стреловидное в плане крыло в сверхзвуковом потоке», научный руководитель Путилов А. И..
С 1953 года работал в Институте прикладной математики АН СССР.
С 1951 года являлся ближайшим сотрудником М. В. Келдыша. С 1956 года руководил отделом. К. И. Бабенко внёс значительный вклад в ряд областей математики и механики. Он являлся математиком-аналитиком и прикладником-вычислителем. Его научное творчество отличалось широтой взглядов: от абстрактных теорем теории функций и функционального анализа до конкретных прикладных задач механики. Многие из его результатов значительно опередили своё время и сейчас переосмысливаются на новом уровне.
Важнейшей стороной научной деятельности К. И. Бабенко было численное решение конкретных прикладных задач, определяемых запросами физики и техники. Значителен его вклад в зарождение и развитие современной вычислительной математики и доказательных вычислений.
К. И. Бабенко всегда был в гуще общественной жизни. В 1955 году подписал «Письмо трёхсот». Он был членом редколлегий ряда ведущих российских и иностранных журналов. В последние годы жизни активно занимался разработкой концепции многопроцессорной суперЭВМ, ориентированной на решение задач механики сплошной среды.
Большое внимание уделял преподаванию на мехмате МГУ, профессор кафедры высшей геометрии и топологии (1970—1980), профессор кафедры общих проблем управления (1980—1987). Среди его учеников 8 докторов наук.

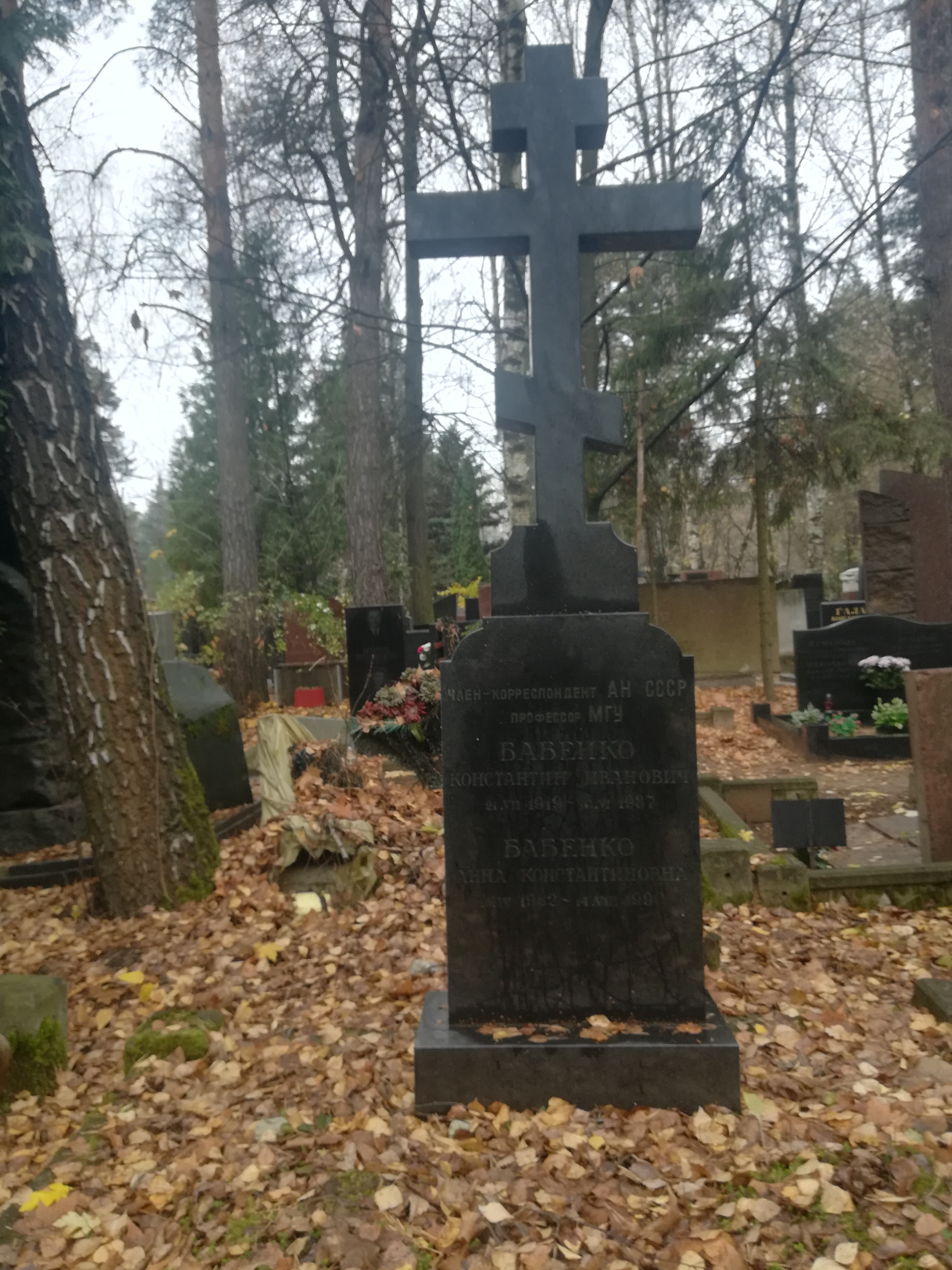
Могила на Кунцевском кладбище

Похоронен на Кунцевском кладбище Москвы

## Память
Научная конференция «Теоретические основы и конструирование численных алгоритмов для решения задач математической физики», проводимая в 2018 году XXII раз, носит имя К. И. Бабенко.

## Награды и премии
- Государственная премия СССР (1967)[4]
- Премия имени Н. Е. Жуковского (1949)[5]
- орден Ленина (20.07.1979)[6]
- орден Октябрьской Революции[4] (20.07.1971)
- орден Отечественной войны II степени (11.03.1985)
- орден Трудового Красного Знамени (13.05.1955; 11.09.1956)
- медали[4]